# Proteina-disolfuro reduttasi (glutatione)
La proteina-disolfuro reduttasi (glutatione) è un enzima appartenente alla classe delle ossidoreduttasi, che catalizza la seguente reazione:
2 glutatione + proteina-disolfuro ⇄ glutatione disolfuro + proteina-ditiolo
L'enzima riduce l'insulina e diverse altre proteine.